# Skić
Skić (cyr. Скић) – wieś w Czarnogórze, w gminie Plav. W 2011 roku liczyła 297 mieszkańców.